# DeBary
DeBary és una població dels Estats Units a l'estat de Florida. Segons el cens del 2000 Census tenia 15.559 habitants.

## Demografia
Segons el cens del 2000, DeBary tenia 15.559 habitants, 6.538 habitatges, i 4.720 famílies. La densitat de població era de 329,7 habitants per km².
Dels 6.538 habitatges en un 24,8% hi vivien nens de menys de 18 anys, en un 61,1% hi vivien parelles casades, en un 8,5% dones solteres, i en un 27,8% no eren unitats familiars. En el 22,7% dels habitatges hi vivien persones soles el 12,4% de les quals corresponia a persones de 65 anys o més que vivien soles. El nombre mitjà de persones vivint en cada habitatge era de 2,37 i el nombre mitjà de persones que vivien en cada família era de 2,76.
Per edats la població es repartia de la següent manera: un 20% tenia menys de 18 anys, un 4,9% entre 18 i 24, un 24,9% entre 25 i 44, un 27,2% de 45 a 60 i un 23% 65 anys o més.
L'edat mediana era de 45 anys. Per cada 100 dones de 18 o més anys hi havia 88,3 homes.
La renda mediana per habitatge era de 43.364 $ i la renda mediana per família de 50.022 $. Els homes tenien una renda mediana de 36.813 $ mentre que les dones 25.920 $. La renda per capita de la població era de 23.283 $. Entorn del 5,2% de les famílies i el 6,9% de la població estaven per davall del llindar de pobresa.

## Poblacions més properes
El següent diagrama mostra les poblacions més properes.